# Beatrice Angle
Beatrice Angle (1859–1915) foi uma escultora britânica que trabalhou em terracota e bronze.

## Biografia
Angle nasceu em Hornsey, no norte de Londres, mas cresceu na vizinha Islington, uma dos onze filhos de Susan e John Angle. Angle especializou-se em bustos e cabeças de terracota e bronze, mas ocasionalmente também produzia peças de porcelana e designs mais criativos. No Salão de Paris de 1892 ela expôs uma estatueta intitulada O jovem veneziano. Angle exibiu peças na Walker Art Gallery em Liverpool e em Londres, exibindo cerca de 16 trabalhos na Royal Academy entre 1885 e 1899 e duas peças na Society of Women Artists em 1890. Durante algum tempo Angle manteve um estúdio em Yeoman's Row, em Kensington, mas depois morou em Sandwich, em Kent.